# Daya, Chongqing
Daya (kinesiska: 大垭) är en socken i sydvästra Kina. Den ligger i Pengshui härad i storstadsområdet Chongqing, omkring 140 kilometer sydost om det centrala stadsdistriktet Yuzhong. Antalet invånare är 3 407. Befolkningen består av 1 618 kvinnor och 1 789 män. Barn under 15 år utgör 22,0 %, vuxna 15-64 år 63 %, och äldre över 65 år 14,0 %.